# Parafia Wniebowzięcia Najświętszej Maryi Panny w Hebdowie
Parafia Wniebowzięcia Najświętszej Maryi Panny w Hebdowie – parafia rzymskokatolicka w Hebdowie (diecezja kielecka, dekanat proszowicki).
Erygowana w 1853. Prowadzą ją ojcowie Pijarzy.